# أوزوالد لوتز (ضابط)
أوزوالد لوتز (بالألمانية: Oswald Lutz) هو ضابط ألماني، ولد في 6 نوفمبر 1876 في أورينغين في ألمانيا، وتوفي في 26 فبراير 1944 في ميونخ في ألمانيا.